# Christian Coalition of America
Christian Coalition of America (tłum. Chrześcijańska Koalicja Ameryki) – amerykańska organizacja typu non-profit założona w 1989 roku przez Pata Robertsona. Jest to konserwatywne stowarzyszenie zielonoświątkowców, ewangelikałów i katolików mające poparcie około 1,2 mln chrześcijan. Liderem organizacji jest Roberta Combs.

## Cele
Organizacja ma na celu walkę z „antychrześcijańską propagandą” i „obronę tradycyjnych wartości” takich jak rodzina. Chce to osiągnąć poprzez mobilizację chrześcijan do udziału w wyborach oraz informowanie ich o tym, co mogą zrobić w sprawach publicznych.